# Луцій Юній Сілан
Луцій Юній Сілан (лат. Lucius Iunius Silanus; прибл. 8 до н. е. — після 26) — державний діяч Римської імперії, консул-суффект 26 року.

## Життєпис
Походив з роду нобілів Юніїв. Син Децим Юнія Сілана, сенатора. За часів імператора Тиберія зробив гарну кар'єру. У 22 році призначений фламіном Марса. У 26 році став консулом-суффектом разом з Гаєм Веллеєм Тутором. Його каденція нічим видатним не відзначилася. Про подальшу долю немає відомостей.